# Décennie 1910 aux échecs
 Chronologie des échecs – Décennie 1910-1919

## Année 1910
- En match à Vienne, puis Berlin, Emanuel Lasker conserve son titre de champion du monde en égalisant contre Schlechter 5-5 (+1 -1 =8)
- Toujours titre de championnat du monde en jeu à Berlin, Lasker écrase Janowski 9,5-1,5  (+8 -0 =3)

- Tournoi de Hambourg : Carl Schlechter gagne 11,5/16 devant Ulrich Duras (11) et Aaron Nimzovitch (10,5)
- À Ratisbonne, Spielmann bat Mieses (+5 -1 =2)

## Année 1911
- Tournoi de Saint-Sébastien : victoire de José Raul Capablanca 9,5/14 devant Rubinstein et Vidmar (9), Marshall (8,5), Nimzovitch, Schlechter et Tarrasch (7,5)
- Tournoi de Carlsbad : victoire de Richard Teichmann 18/25 devant Carl Schlechter et Akiba Rubinstein (17)

- À Cologne match nul entre Tarrasch et Schlechter (+3 -3 =10)

- Atkins remporte son 10e titre de champion d’Angleterre
- Ossip Bernstein remporte le championnat de Moscou

- décès de Sam Loyd, célèbre problémiste américain

## Année 1912
- Tournoi de Stockholm : victoire d’Alexandre Alekhine 8,5/10 devant Erich Cohn (7) et Georg Marco (6,5)
- Tournoi de Saint Sébastien : victoire de Akiba Rubinstein 12,5/20 devant Aaron Nimzovitch et Rudolf  Spielmann (12)
- Tournoi de Pystian : victoire de Akiba Rubinstein 14/17 devant Spielmann et Marshall
- Tournoi de Breslau : Rubinstein et Oldrich Duras finissent 1er ex-aequo

- Biarritz : Frank Marshall bat David Janowski (+6 -2 =2)

- El Ajedrecista, automate capable de jouer sans intervention humaine construit par Leonardo Torres Quevedo, est considéré maintenant par de nombreuses personnes comme le premier joueur informatique de l'histoire.

## Année 1913
- Tournoi de Scheveningue : victoire d’Alekhine 11,5/12 devant Janowski (11)
- Tournoi de La Havane : victoire de Marshall 10,5/14 devant Capablanca (10)

- Paris : Alekhine écrase Edward Lasker (+3)
- New York : Marshall bat Duras (+3 -1 =1)

- Frederick Yates remporte le championnat d’Angleterre

- décès de Leopold Hoffer

## Année 1914
- Tournoi de Saint-Pétersbourg : classement final

1. Emanuel Lasker 13,5/18
2. Capablanca 13
3. Alekhine 10
4. Tarrasch 8,5
5. Marshall 8

- Le tournoi de Mannheim est interrompu par la guerre ; les joueurs russe sont internés comme prisonniers civils. Alekhine est déclaré vainqueur avec 9,5/11 devant Vidmar et Spielmann (8).

- Leipzig : Teichmann bat Spielmann (+5 -1 =0)

- Goetz remporte le championnat de France

## Année 1916
- Tournoi de New York :  victoire de Capablanca (14/17) devant Janowski (11)

- New York : Marshall bat Janowski (+4 -1 =3)
- Berlin : Tarrasch bat Mieses 9-4 (+7 -2 =4)
- Berlin : Lasker bat Tarrasch 5,5 - 0,5 (+5 =1)

## Année 1918
- Tournoi du club d'échecs de Manhattan (le Manhattan Chess Club de New York) : victoire de Capablanca 10,5/12 devant Kostic 9 et Marshall 7.
- Berlin : Tournoi à quatre remporté par Lasker (4.5/6) devant Rubinstein (4), Schlechter (2) et Tarrasch (1,5)

- Berlin : Rubinstein bat Schlechter  (+2 -1 =3)

- décès de Carl Schlechter

## Année 1919
- La Havane : José Raúl Capablanca écrase Borislav Kostić (5-0)

- décès de Emil Schallopp
- décès de Jean Taubenhaus